# Tristaniopsis laurina
Espèce
Classification phylogénétique
Tristaniopsis laurina est une espèce de plantes à fleurs de la famille des Myrtaceae.
C'est un arbre originaire d'Australie où il pousse généralement au bord des cours d'eau sur la côte Est du continent. Il est souvent cultivé, étant facile à entretenir et à en faire un arbre à l'ombrage agréable. Beaucoup sont plantés le long des rues, surtout à Sydney. Il a une croissance lente et se développe habituellement à 5 - 10 m de hauteur. Toutefois, il peut atteindre 30m de haut.
Les fleurs, jaune vif, sont similaires à celles des arbres à thé (genre Leptospermum). Elles apparaissent généralement à la fin du printemps ou au début de l'été.

## Galerie

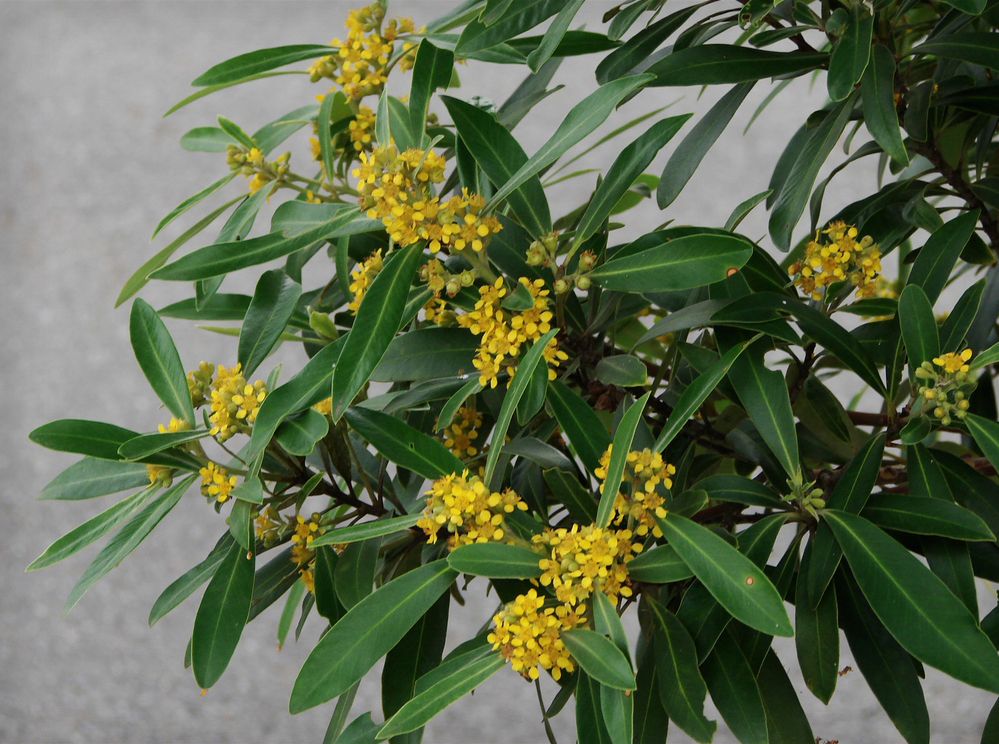